# Celeres

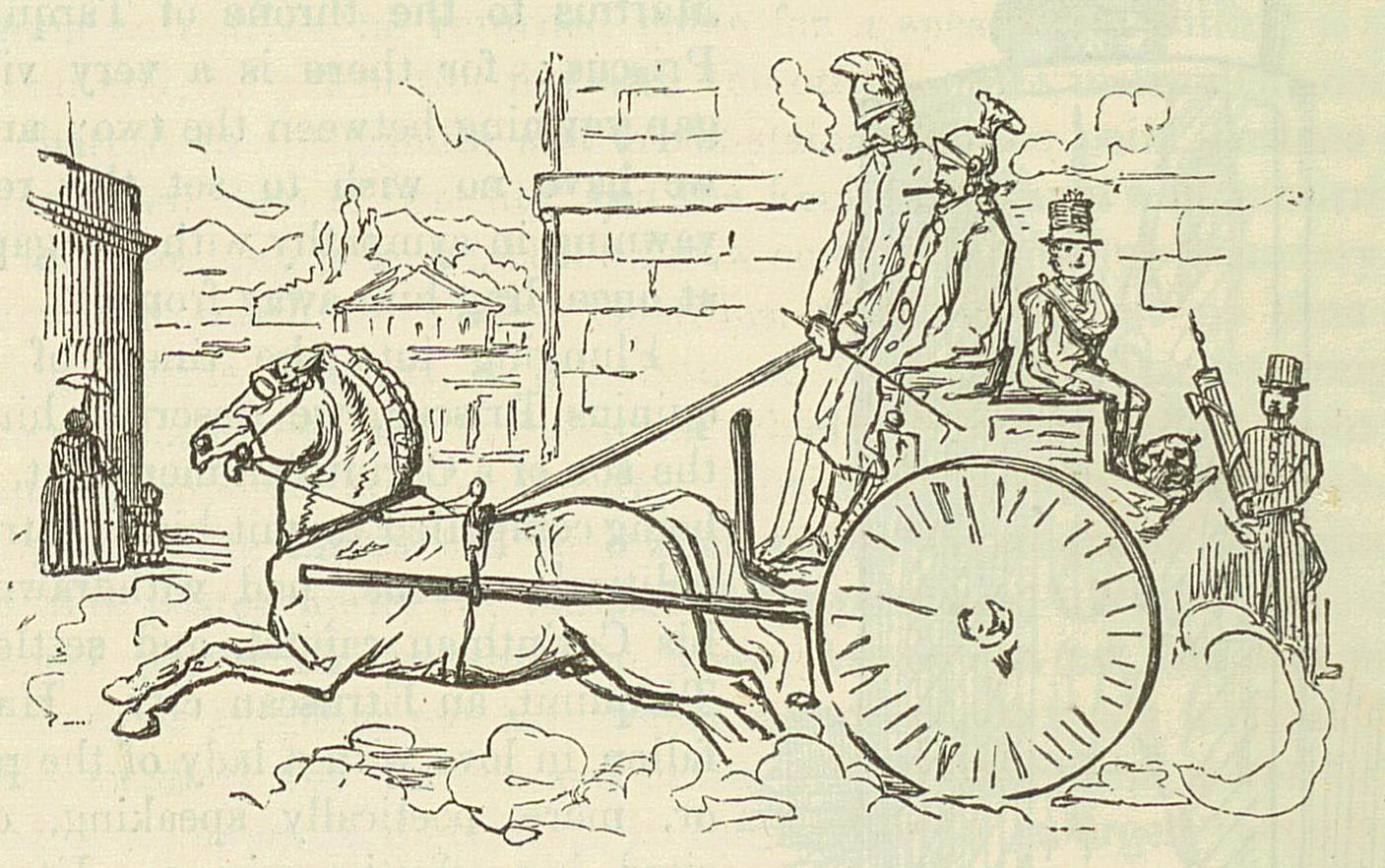
Les Celeres
The Comic History of Rome
Gilbert Abbott A. Beckett

Les Celeres étaient une unité militaire romaine de trois centuries, qui constituaient une garde personnelle de 300–500 hommes armés rassemblée par Romulus, le fondateur mythique de Rome, pour la protection du roi de Rome. Mais, l'unité fut supprimée par le roi de Rome suivant, Numa Pompilius. Tarquin l'Ancien voulut recréer les Celeres, mais l'augure Accius Naevius s'y opposa ; donc, au lieu de créer un corps spécial de cavaliers comme au temps de Romulus, il fut décidé de doubler le nombre d'equites afin de contourner l'opposition d'Accius Naevius.

## Recrutement des Celeres
L'unité des Celeres était élue par les Romains les plus importants, c'est-à-dire ceux membre de la Curie, qui se divisaient en trois tribus: les Ramnes, les Tities et les Luceres, chacune divisée en dix curies. Chaque curie avait le devoir d'élire dix unités de cavaliers parmi les hommes les plus forts et robustes, pour un total de 300 cavaliers.

## Responsabilité des Celeres et description
Tite-Live mentionne qu'ils ont servi en temps de paix aussi bien qu'en temps de guerre, à la différence des unités militaires de milices romaines. 
Les Celeres ont eu diverses tâches, y compris celles de la garde personnelle du roi de Rome,, et pour la protection des sénateurs. Ils restaient toujours proches du roi et ils le suivaient dans la bataille pour le protéger. Ils pouvaient également apporter leur soutien à l'armée dans le cas où la bataille l'exigeait. D'autres sources parlent d'une escorte de 300 soldats qui escortaient les criminels sur le forum et dont ils se chargeaient de les juger. Les Celeres se composaient de jeunes armés de lances et probablement montés sur des chevaux. Mais, on ignore vraiment s'il s'agissait d'une unité d'infanterie ou de cavalerie: Denys d'Halicarnasse la donne pour de l'infanterie, tandis que Tite-Live et d'autres sources affirment que les Celeres étaient des cavaliers - hypothèse la plus plausible étant donné que « celeres » signifie littéralement « rapide ».
Les sources disent que leur commandant, le tribun celerum (en latin tribunus celerum), qui commandait les centuries des equites, pouvait ainsi avoir trois autres centurions de rang inférieurs, sous ses ordres. Les commandants des Celeres avaient le devoir à l'époque de Numa Pompilius d'officier au troisième groupe des rites et des cérémonies sacrées. En ce qui concerne le tribun celerum, il semble que selon ce qui est écrit par Tite-Live, qu'il soit encore présent à la fin de la monarchie romaine dans l'image de Lucius Junius Brutus.

## Origine du nom
Les Celeres ont été associés à Celer, le lieutenant de Romulus responsable de la mort de Rémus selon certaines sources,. L'autre possibilité d'origine du nom est dû au fait qu'il était très souvent apte à faire tourner le sort d'une bataille ou à aider les unités romaines, ils permettaient ainsi de gagner une bataille très rapidement,. Le mot Celeres signifiant "rapide".